# Ojuelos de Jalisco (kommun)
Ojuelos de Jalisco är en kommun i Mexiko.   Den ligger i delstaten Jalisco, i den centrala delen av landet, 400 km nordväst om huvudstaden Mexico City.
Följande samhällen finns i Ojuelos de Jalisco:
- Ojuelos de Jalisco
- Matancillas
- Matanzas
- Hierba de Matancillas
- Ninguno Granja
- Morenitos
- El Molino
- Pedregal de San Ángel
- Las Amarillas
- Papas de Enmedio
- San José de Letras